# Sliplining
Sliplining är en schaktfri förnyelsemetod som innebär att ett mindre rör dras in i det rör som ska renoveras. Långa rörlängder, oftast av HD-polyeten eller segjärn, svetsas samman och dras in i den ledning som ska renoveras. Ledningsarean blir mindre än tidigare. Har den befintliga ledningen många krökar kan flexibel tryckslang vara ett alternativ till styva rör av polyeten.

## Tekniska data
| Max ledningsdiameter   | 1000 mm               |
| Max längd              | 1000 meter            |
| Befintligt rörmaterial | Alla                  |
| Nytt rörmaterial       | Plast, segjärn        |
| Utrymmesbehov          | Start- och slutschakt |